# گمینا اندرخوو
گمینا اندرخوو (به لهستانی:  Gmina Andrychów) یک گمینا در لهستان است که در شهرستان وادوویتسه واقع شده‌است. گمینا اندرخوو ۱۰۰٫۶ کیلومتر مربع مساحت و ۴۲٬۸۹۳ نفر جمعیت دارد.